# Francisco Javier de Elío
Francisco Javier de Elío y Olóndriz (Pamplona, 5 de marzo
de 1767-Valencia, 4 de septiembre de 1822) fue un militar español, comandante general y gobernador de Montevideo en 1805, de la isla de León en 1812 y último virrey del Río de la Plata en 1810, cargo designado por el Consejo de Regencia que solo ejerció sobre una pequeña parte, en la Banda Oriental. General en jefe de los ejércitos de Cataluña y Valencia, Caballero Gran Cruz de las órdenes de Carlos III (1819), de Isabel la Católica, de San Hermenegildo y Gran Cruz laureada de San Fernando.
Fue posteriormente uno de los principales responsables de la represión absolutista tras la restauración en el trono de Fernando VII, siendo capitán general de Valencia. En 1822 fue acusado de participar en un motín de artilleros de carácter absolutista contra el Gobierno liberal establecido tras la Revolución de 1820 y condenado a muerte en garrote, sentencia que se ejecutó a las diez de la mañana del 4 de septiembre en el Campo de la Libertad.
Hijo de Andrés de Elío y Robles Esparza (n. Elío, Ciriza, Navarra, 1709) coronel del Ejército, gobernador de la ciudad de Pamplona y auditor de la Cámara de Comptos de Navarra; y de María Bernarda de Olóndriz y Echaide, natural de Puente la Reina en Navarra.

## Gobernador de Montevideo

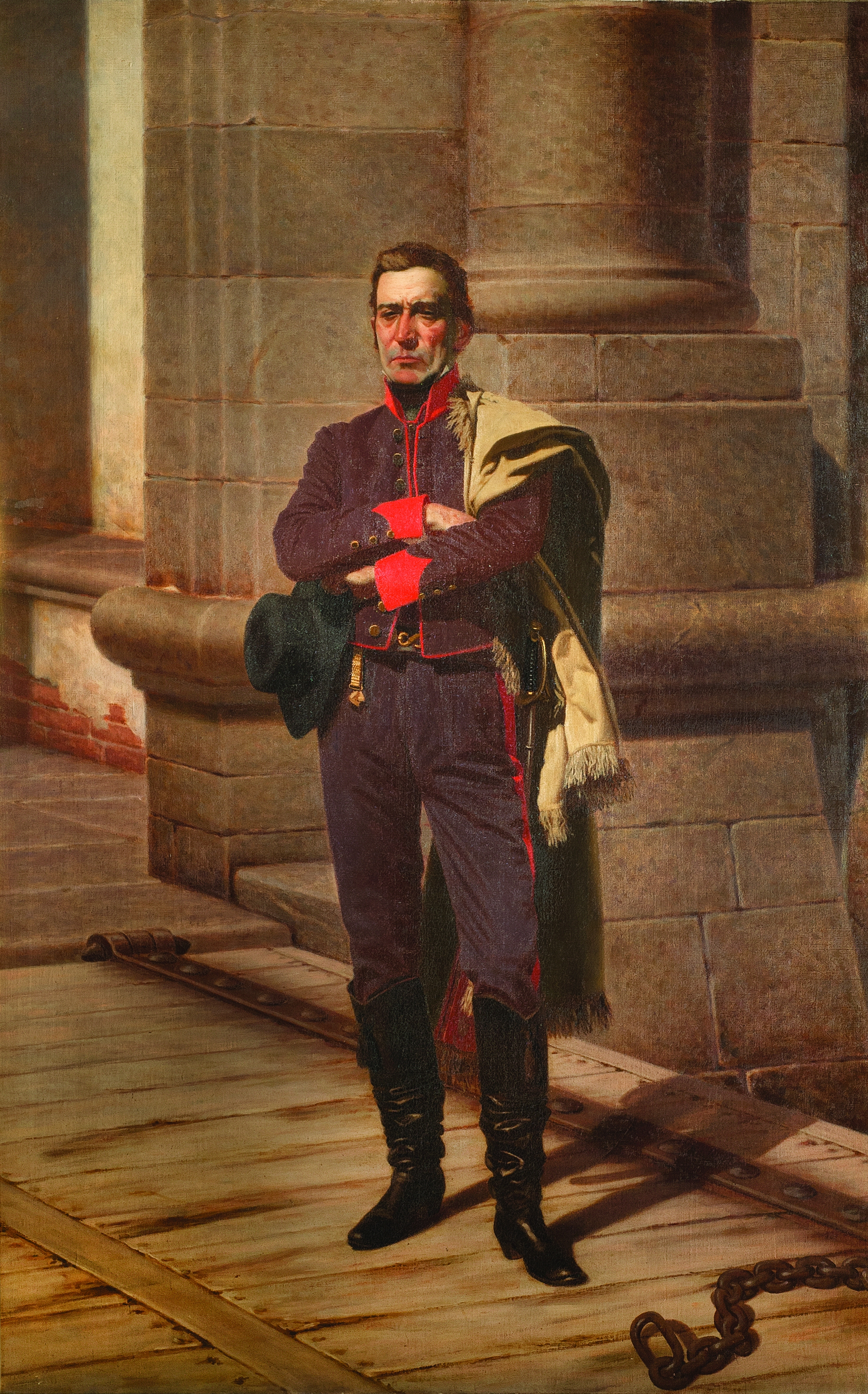
Juan Manuel Blanes - Artigas en la Ciudadela

Francisco Javier de Elío era gobernador de Montevideo desde 1807 y, en 1809, mediante un cabildo abierto, organizó la Junta de Montevideo, una Junta de Gobierno independiente de la autoridad virreinal, ocupada por Santiago de Liniers en Buenos Aires. Gobernó la Banda Oriental.
El comerciante español afincado en Buenos Aires Martín de Álzaga y sus seguidores, hicieron estallar una asonada con el objetivo de forzar la renuncia de Liniers. El 1 de enero de 1809 un cabildo abierto exigió la renuncia del virrey Liniers y designó una Junta a nombre de Fernando VII, presidida por Álzaga; parte de las milicias españolas apoyaron la rebelión, los tercios de gallegos, vizcaínos y miñones de Cataluña. Las milicias criollas encabezadas por Saavedra y el tercio de andaluces, rodearon la plaza provocando la dispersión de los sublevados.
Los cabecillas fueron desterrados y los cuerpos militares sublevados fueron disueltos. Como consecuencia, el poder militar quedó en manos de los criollos que habían sostenido a Liniers, y se acentuó la rivalidad entre criollos y españoles peninsulares.
Los responsables del complot, desterrados a Carmen de Patagones, fueron rescatados por De Elío y llevados a Montevideo.
Los acontecimientos de la Revolución de Mayo en la Semana de Mayo transcurrida entre el 18 de mayo de 1810, cuando se reunieron los primeros grupos revolucionarios, hasta el 25 de mayo de ese año, fecha de asunción de la Primera Junta, el primer gobierno rioplatense elegido sin intervención de España, posibilitaron a De Elío la continuación de su actitud rebelde, ahora justificada por la decisión sediciosa de Buenos Aires hacia la Corona española.

## Virrey en Montevideo
En 1810 la Junta de Cádiz lo nombró virrey del Río de la Plata, por lo cual intentó ser admitido por el Cabildo de Buenos Aires, que desconoció su autoridad, por lo que se instaló en Montevideo proclamándose virrey con sede en la ciudad.
El 19 de enero de 1811, De Elío declaró a Montevideo capital del virreinato y asumió allí como virrey del Río de la Plata —cargo para el que fue nombrado por el Consejo de Regencia el 31 de agosto de 1810— pero el doctor Miguel Mariano de Villegas como síndico del Cabildo de Buenos Aires y asesor privado de gobierno, en representación de la Junta Grande de las Provincias Unidas del Río de la Plata, firmó el 22 de enero del citado año la nota en que formalmente rehusó reconocerlo como virrey.
Al poco tiempo, la población rural de la Banda Oriental también rechazó su autoridad el 27 de febrero, hecho que se conocería como Grito de Asencio que fue comandado por Pedro José Viera y Venancio Benavides.
El 18 de mayo de ese año, José Gervasio Artigas derrotó en la batalla de Las Piedras al jefe realista José Posadas; la batalla de Las Piedras constituyó el primer triunfo importante de las fuerzas revolucionarias frente al Imperio español.
Elío, había designado al capitán de fragata Posadas, jefe de las fuerzas regulares. Posadas instaló su cuartel general en el paraje San Isidro de Las Piedras, para librar allí un enfrentamiento decisivo contra los revolucionarios. José Artigas se ubicó en la villa de Nuestra Señora de Guadalupe de los Canelones. Los orientales apoyados por la Primera Junta porteña llegaron a conformar un ejército de mil hombres, en tanto que las milicias de Posadas estaban constituidas por 1230 efectivos.
La derrota fue decisiva, quedando De Elío solamente con el control de la Colonia del Sacramento y la sitiada ciudad de Montevideo.
No obstante el triunfo revolucionario, el 20 de octubre de 1811 De Elío y el gobierno de Buenos Aires firmaron un armisticio que devolvía al control español la Banda Oriental y las villas entrerrianas de Gualeguaychú, Gualeguay y Concepción del Uruguay, lo que produjo el inicio de los conflictos entre Artigas y el gobierno de Buenos Aires. Los españoles abandonaron el establecimiento Soledad, en las islas Malvinas en 1811 por orden de De Elío. El virrey De Elío regresó a España el 18 de noviembre de 1811, dejando su cargo de virrey en enero de 1812.
En su reforma del 4 de diciembre de 1812, en la cual reducen los ejércitos de España de seis a cuatro de operaciones y dos de reserva, el Consejo de Regencia distribuye los mandos de los respectivos generales en jefe y capitanías generales, De Elío fue nombrado general en jefe del Ejército Segundo, de Valencia, Murcia y Castilla la Nueva, y, a partir del 6 de enero de 1813, capitán general de los Reinos de Valencia y de Murcia. Durante su mandato, se sitió y recuperó a los franceses los castillos de Morella en noviembre y Denia el 7 de diciembre.

## Capitán General de Valencia
El rey de España Fernando VII volvió del exilio francés en 1814 y cruzó la frontera el 24 de marzo. Llegó el momento de la verdad respecto a la Constitución de 1812. De acuerdo con los decretos de las Cortes, no se reconocería por libre al rey ni, por tanto, se le prestaría obediencia, hasta que prestase el juramento prescrito por el artículo 173 de la Constitución.
Fernando VII se negó a seguir la ruta a Madrid marcada por la Regencia y entró en Valencia el 16 de abril. Ahí le esperaban dos personas: un representante de la Regencia con el texto de la Constitución y un diputado absolutista con un manifiesto absolutista firmado por 69 diputados, el llamado Manifiesto de los Persas. El 17 de abril, el general De Elío invitó al monarca a recobrar sus derechos, poniendo sus tropas a disposición del soberano, lo que algunos han considerado el primer pronunciamiento de la historia contemporánea de España.[cita requerida]
En 1815 había alcanzado el grado de teniente general.
Tras el complot liderado por el coronel Joaquín Vidal en 1818, De Elío ordenó la ejecución de diecinueve de los implicados y al restablecerse la Constitución de Cádiz de 1820, fue cesado de la capitanía general. Más tarde, acusado en 1822 por las autoridades constitucionales de instigar uno de los motines militares de los absolutistas, se ordenó su ejecución en el garrote vil.
En un «real decreto» del 20 de noviembre de 1823, Fernando VII crea el Marquesado de la Lealtad a favor del primogénito de De Elío. Entre otras consideraciones, el decreto añade la «voluntad» del rey de que «el escudo de armas de la familia se aumente un cuartel, y en su centro se coloque una corona Real, y debajo de ella las letras F. L. H., como iniciales de fidelidad, lealtad, honor».